# Hiekeia pedunculata
Hiekeia pedunculata är en skalbaggsart som beskrevs av Stefan von Breuning 1964. Hiekeia pedunculata ingår i släktet Hiekeia och familjen långhorningar.
Artens utbredningsområde är Filippinerna. Inga underarter finns listade i Catalogue of Life.